# Championnat de Hongrie de football 2001-2002
Navigation
Saison précédente Saison suivante
La saison 2001-2002 du Championnat de Hongrie de football est la 102e édition du championnat de première division en Hongrie. Les douze meilleurs clubs du pays sont regroupés au sein d'une poule unique, où ils s'affrontent trois fois au cours de la saison, à domicile et à l'extérieur. À l'issue de cette première phase, les 6 premiers disputent la poule pour le titre, les 6 derniers la poule de relégation qui voit les deux derniers être relégués et remplacés par les deux meilleurs clubs de II. Osztályú Bajnokság, la deuxième division hongroise.
C'est le club de Zalaegerszeg TE FC qui remporte le championnat cette saison, après avoir terminé en tête de la poule finale, avec 2 points d'avance sur le tenant du titre, le Ferencváros TC et 4 sur MTK Hungaria FC. C'est le tout premier titre de champion de Hongrie de l'histoire du club.
Le BKV Előre déclare forfait avant le début du championnat, ce qui permet au Debrecen VSC de récupérer sa place parmi l'élite.

## Les 12 clubs participants
| - Vasas SC - Ferencváros TC - Kispesti Honvéd FC - Újpest TE - Szombathelyi Haladás - Debrecen VSC - Repêché de II. Osztályú Bajnokság | - Videoton FC Fehérvár - Zalaegerszeg TE FC - Győri ETO FC - MTK Budapest FC - MATÁV SC Sopron - Dunaferr SE |

## Compétition
Le barème utilisé pour établir le classement est le suivant :
- Victoire : 3 points
- Match nul : 1 point
- Défaite : 0 point

### Première phase
| Rang | Équipe               | Pts | J  | G  | N  | P  | Bp | Bc | Diff |
| ---- | -------------------- | --- | -- | -- | -- | -- | -- | -- | ---- |
| 1    | MTK Hungária FC      | 64  | 33 | 20 | 4  | 9  | 56 | 34 | +22  |
| 2    | Zalaegerszeg TE FC   | 61  | 33 | 18 | 7  | 8  | 65 | 40 | +25  |
| 3    | Ferencváros TC (T)   | 59  | 33 | 18 | 5  | 10 | 58 | 34 | +24  |
| 4    | Dunaferr SE          | 47  | 33 | 15 | 8  | 10 | 62 | 38 | +24  |
| 5    | Videoton FC Fehérvár | 46  | 33 | 12 | 10 | 11 | 45 | 47 | -2   |
| 6    | Újpest TE            | 44  | 33 | 12 | 8  | 13 | 58 | 57 | +1   |
| 7    | MATÁV SC Sopron      | 40  | 33 | 10 | 10 | 13 | 47 | 51 | -4   |
| 8    | Győri ETO FC         | 38  | 33 | 9  | 11 | 13 | 45 | 57 | -12  |
| 9    | Kispesti Honvéd FC   | 38  | 33 | 10 | 8  | 15 | 40 | 63 | -23  |
| 10   | Debrecen VSC         | 36  | 33 | 7  | 15 | 11 | 34 | 45 | -11  |
| 11   | Szombathelyi Haladás | 35  | 33 | 8  | 11 | 14 | 41 | 62 | -21  |
| 12   | Vasas SC             | 27  | 33 | 6  | 9  | 18 | 42 | 65 | -23  |

|  | Qualification pour la poule pour le titre |
|  | Participation à la poule de relégation    |
|  | (T) Tenant du titre                       |

### Deuxième phase

#### Poule pour le titre
| Rang | Équipe             | Pts | J  | G  | N  | P  | Bp | Bc | Diff |
| ---- | ------------------ | --- | -- | -- | -- | -- | -- | -- | ---- |
| 1    | Zalaegerszeg TE FC | 71  | 38 | 21 | 8  | 9  | 76 | 47 | +29  |
| 2    | Ferencváros TC (T) | 69  | 38 | 21 | 6  | 11 | 66 | 39 | +27  |
| 3    | MTK Hungária FC    | 67  | 38 | 21 | 4  | 13 | 62 | 47 | +15  |
| 4    | Dunaferr SE        | 59  | 38 | 17 | 8  | 13 | 71 | 47 | +24  |
| 5    | Videoton SC        | 55  | 38 | 15 | 10 | 13 | 56 | 53 | +3   |
| 6    | Újpest TE (C)      | 50  | 38 | 14 | 8  | 16 | 65 | 69 | -4   |

|  | Qualification pour la Ligue des champions 2002-2003                                              |
|  | Qualification pour la Coupe UEFA 2002-2003                                                       |
|  | (T) Tenant du titre (C) : Vainqueur de la Coupe de Hongrie (P) : Promu de II. Osztályú Bajnokság |

#### Poule de relégation
| Rang | Équipe               | Pts | J  | G  | N  | P  | Bp | Bc | Diff |
| ---- | -------------------- | --- | -- | -- | -- | -- | -- | -- | ---- |
| 1    | Kispesti Honvéd FC   | 47  | 38 | 12 | 11 | 15 | 51 | 70 | -19  |
| 2    | MATÁV SC Sopron      | 44  | 38 | 10 | 14 | 14 | 54 | 60 | -6   |
| 3    | Debrecen VSC         | 44  | 38 | 9  | 17 | 12 | 47 | 53 | -6   |
| 4    | Győri ETO FC         | 44  | 38 | 10 | 14 | 14 | 51 | 64 | -13  |
| 5    | Szombathelyi Haladás | 40  | 38 | 9  | 13 | 16 | 48 | 71 | -23  |
| 6    | Vasas SC             | 32  | 38 | 7  | 11 | 20 | 51 | 78 | -27  |

|  | Qualification pour la Coupe Intertoto 2002   |
|  | Relégation directe en II. Osztályú Bajnokság |

## Bilan de la saison
| Championnat de Hongrie de football 2001-2002           |                                |
| Champion                                               | Zalaegerszeg TE FC (27e titre) |
| Coupes et trophées                                     |                                |
| Vainqueur de la Coupe de Hongrie 2001-2002             | Újpest TE                      |
| Qualifications continentales                           |                                |
| Ligue des champions 2002-2003 2e tour de qualification | Zalaegerszeg TE FC             |
| Coupe UEFA 2002-2003                                   | Újpest TE                      |
| Coupe UEFA 2002-2003                                   | Ferencváros TC                 |
| Coupe Intertoto 2002                                   | Kispesti Honvéd FC             |
| Promotions et relégations                              |                                |
| Promus en Nemzeti Bajnokság I                          | Békéscsaba 1912 Előre SE       |
| Promus en Nemzeti Bajnokság I                          | BFC Siófok                     |
| Relégués en II. Osztályú Bajnokság                     | Szombathelyi Haladás           |
| Relégués en II. Osztályú Bajnokság                     | Vasas SC                       |